# Productdifferentiatie
Productdifferentiatie is een marketingterm waarmee gedoeld wordt op het aanbrengen van verschillen in het productaanbod van verschillende aanbieders. Het tegenovergestelde van productdifferentiatie is commodificering, waarbij de verschillen tussen producten in de perceptie van consumenten zodanig gereduceerd zijn dat onafhankelijk van wie de aanbieder is, de producten als gelijk beschouwd worden. 
Bedrijven proberen doorgaans hun productaanbod te differentiëren ten opzichte van concurrenten. Door productdifferentiatie is het mogelijk om de consument een voorkeur voor een bepaald product te laten krijgen.
Er kunnen twee doelen van productdifferentiatie onderscheiden worden:
- Het verlagen van de prijsgevoeligheid bij consumenten;
- Het verminderen van de concurrentiedruk voor het eigen product.

Daarnaast heeft productdifferentiatie het voordeel dat er meer vrijheidsgraden ontstaan bij het ontwerpen van de marketingmix. Doordat consumenten een voorkeur voor bepaalde aspecten van het product hebben gekregen, kunnen ook andere instrumenten dan alleen de prijs gehanteerd worden.

## Verschillende aspecten
De differentiatie kan op verschillende aspecten betrekking hebben. Zo kan men een product bijvoorbeeld onderscheiden op kwaliteit, imago, prijs of toegevoegde functionaliteit. Afhankelijk van het type product en het imago van de producent kan men een differentiatiestrategie bedenken. Een voorbeeld is de eierindustrie, waarbij rond 1970 eieren karakteristieken van een commodity begonnen te vertonen. Na een eerste differentiatie op grootte, werd later een onderscheid tussen scharreleieren en batterijeieren gemaakt. Vervolgens heeft ook binnen het scharrelei-segment een verdere differentiatie plaatsgevonden en zijn er eieren op de markt gekomen van met maïs gevoerde kippen, eieren van scharrelkippen die daadwerkelijk buiten lopen, etcetera. 
Een producent die al een bepaald imago heeft zal dit vaak gebruiken in zijn productdifferentiatie. Zo zal Porsche een nieuw type auto eerder op imago differentiëren dan op een lage prijs van soortgelijke modellen van concurrenten.
Vooral op het gebied van kwaliteit en imago wordt soms gebruikgemaakt van oneigenlijke differentiatie. In dat geval zijn twee of meer producten daadwerkelijk identiek, maar door het merk een ander imago en kwaliteitsperceptie hebben. Om deze reden worden sommige producten ook onder verschillende merken, met verschillende prijzen, op de markt gezet.
Een mogelijk nadeel van differentiatie op basis van imago is dat hier doorgaans grote promotionele investeringen voor nodig zijn om het gewenste imago voor het product te verkrijgen en te behouden.